# Ted Pahle
Ted Pahle född 23 augusti 1899 i Tyskland död 9 januari 1979 New York New York USA, tysk fotograf, manusförfattare och regissör.
Pahle var under 1930-talet verksam i Frankrike och Spanien vid Les Studios Paramount. 

## Filmfoto i urval
- 1959 - La Ironía del dinero
- 1959 - 4D Man
- 1939 - Bel Ami
- 1938 - L' affaire Lafarge
- 1931 – Trådlöst och kärleksfullt